# アンダー・ザ・ドーム (テレビドラマ)
『アンダー・ザ・ドーム』（Under the Dome）は、2013年6月24日よりCBSで放送されたアメリカ合衆国のテレビドラマシリーズである。企画はブライアン・K・ヴォーンであり、スティーヴン・キングの同名の小説を原作としている。エグゼクティブ・プロデューサーはヴォーンとキングの他に、ニール・ベアー、ジャスティン・ファルヴェイ、ダリル・フランク、ジャック・ベンダー、スティーヴン・スピルバーグ、ステイシー・スナイダーが務める。パイロット版はデンマーク出身のニールス・アルデン・オプレヴが監督した。ショーランナーは当初ベアーであると発表されていたが、ヴォーンが務めている。
2015年6月からは第3シーズンが放送され、第4シーズンは制作されないことが発表された。
日本ではDlifeで第1シーズンが2013年、第2シーズンが2014年に放送され、第3シーズンが2015年10月から放送されていた。
原作から多くの個所が改変されており、登場人物の設定も多くが変わっている。

## あらすじ

### 第1シーズン
メイン州のチェスターズ・ミルは、何の変哲もなくさしたる産業もない、財政破綻寸前の寂れた田舎町。町政委員で中古車販売業を営むビッグ・ジムは町の財政を支えるという名目で警察署長や牧師と結託して麻薬を密造していた。
ビック・ジムの一人息子ジュニアは帰省中に再会した幼馴染みのアンジーと関係を持つが彼女につれなくされる。ノミ屋の取り立て人である元米兵のバービーは取り立ての際に銃を向けられ相手を殺害し、遺体を森に埋める。街の外で大きなイベントがあり、警官の多くや町長が出払っていたある日の午後、街は突如謎の透明なドームに覆われ、外界から完全に隔離されてしまう。ドーム周辺ではあちこちで事故が多発し多くの死傷者が出る。牧場を通りかかったバービーは高校生でアンジーの弟ジョーを救う。通信障害により電話やTVが使えなくなる中、医師の夫を持つ元新聞記者のジュリアは混乱する人々のため行動する。婚約中の保安官補リンダはジュリアやバービーの助けで悪化する街の治安を維持しようと奮闘する。だが、ビッグ・ジムは街の危機に権力欲を剥き出しにしていく。混乱に乗じてジュニアはアンジーを自宅の地下シェルターに監禁。ジョーは姿を消した姉を案ずる中、たまたま街を通りかかった不良娘のノリーと知り合い、二人は急速に惹かれ合っていく。ドームの外では軍が事態を打開しようとするがなんの効果もなく、ついにはミサイル攻撃に踏み切る。ドーム内に残された人々は過酷な状況から次第に闇を暴かれていく。

### 第2シーズン
ビック・ジムの主導でバービーは絞首刑にされかけるが、突如ドームが磁化し、街は大混乱に陥る。事態の打開にバービーの力が必要だと考えたリンダはバービーを解放するが、バービーを救おうとして自動車に潰されて命を落とす。一方、高校教師のレベッカは科学的な方法でドームを巡る事態打開を模索し、バービーに協力を求める。ビッグ・ジムは自分が断罪されていることを死んだはずのドディから聞かされ動揺する。ジュリアは自らの一存でミニドームを湖に投棄するが、そこで溺れている少女を見つけ、森でひっそり暮らすビッグ・ジムの義弟サムの力を借りて少女を保護する。だが、少女は記憶を喪失している。やがてアンジーが高校の校舎内で何者かに殺害される。ジュニアとジョーは取り乱し、それぞれに犯人捜しをはじめる。そんな中、ビッグ・ジムとレベッカは迫る食糧危機を避けるため、ある恐ろしい計画に着手する。やがて、ジュニアの母ポーリーン、そして謎の少女メラニーがドームの発生と密接な関係を持つことが判明していく。

### 第3シーズン
バービーはメラニーが空けた穴の奥の洞窟から街の人々を連れて脱出を試みる。不思議な空間でメラニーに導かれたバービーたちは地上へと辿り着く。そして彼らの目の前でドームは消滅する。ジュリアの元に駆けつけたバービーは亡骸となったジュリアとジュニアを発見する。
一年後、バービーは軍務に復帰し恋人を作っており、サムはジョーへの贖罪の念から服役している。ジョーはノリーと別れ、大学進学について悩む。ドームで亡くなった人々の慰霊祭が執り行われることになり、バービーは再びチェスターズ・ミルへと足を運ぶ。街は再建され、新たな住人となった人々が何事もなかったかのように平和な日常を謳歌する。だがバービーとベンは街中で行方不明のメラニーの姿を目撃する。慰霊祭でジョー、バービーがアンジーやジュリアの思い出を語る中、突然ベンが喘息発作を起こして倒れる。

## ドームについて
- 透明なガラス状の素材。
- 上空6000mにも及び、地上のみならず地下も覆っており完全な球状と推察されている。
- 非常に頑丈で気化爆弾の直撃にもびくともしない。
- ある種の電磁波を帯びている模様で通信波や音波はほとんど通さない。ただし、軍用無線など強力な通信波は漏れる。また、時計や懐中電灯などの電池を近づけると爆発する。
- ドームに触れた場合、普通の人間は軽く感電したようなショックを受ける。
- 軍の調査を見物したジョーにより水分は透過することが判明している。
- 原作では、地球外生命体の子供の遊びであるという設定。ただし、この街を選んだ理由は明かされていない。

## 登場人物

### 主要人物
デイル・“バービー”・バーバラ
演 - マイク・ヴォーゲル、日本語吹替 - 東地宏樹
元米軍特殊部隊。イラク帰還兵。ゼニス出身。除隊後、犯罪組織と関わりを持ちノミ屋の取り立て人となる。
債権回収のトラブルでピーターを殺害し遺体を森に埋める。ドームの発生で取り残され、街で起きる事件に関わるうちに人々から信頼を得ていく。
行きがかり上、ジュリアの家に居候するようになり、やがて彼女と相思相愛となる。だが自分が殺した相手が彼女の夫だとわかり苦悩する。
ジュリア・シャムウェイ
演 - レイチェル・レフィブレ、日本語吹替 - 安藤麻吹
地元新聞の記者。元はシカゴの新聞社にいたが汚職疑惑で捏造記事を書いたとされ、名誉を失い職を追われた。
医師の夫ピーターと人生をやり直すために街に来たが夫が大きな秘密を抱えていることには気づいていない。
ドーム発生後、街で唯一の通信手段となったミニFM局のニュースキャスターとなる。

### 警察署
リンダ・エスキベル
演 - ナタリー・マルティネス、日本語吹替 - 冠野智美
地元警察の副署長。消防署員の夫ラスティとは新婚ほやほや。
パレードへの動員で署員の大半が街を不在にし、署長がペースメーカーの暴発事故で亡くなったせいで日々悪化するドーム内の治安維持に悪戦苦闘する。
同僚のポールが錯乱状態となって義兄で同僚のフレディを射殺し、脱獄して森に逃げ込んだためやむなく射殺。その事実に苦悩する。
第2シーズン第1話でドームが磁化したため、過去の罪を暴かれ絞首刑にされそうになったバービーを救う。だが、手錠をドームに吸い寄せられたバービーを救おうとして自動車に押しつぶされ死亡する。
原作では、ドーム内に医師をしている夫がいる設定。
ハワード・“デューク”・パーキンス
演 - ジェフ・フェイヒー、日本語吹替 - 菅生隆之 （計2話）
警察署長。善良で気さくな老人。心臓を悪くしペースメーカーを埋め込んでいる。
ビック・ジムの麻薬密造を知りながら、金を受け取り不正を見逃していた。19年前に息子をドラッグ中毒で亡くしており、良心の呵責に耐えかねて告発しようとしていた。ドームに触れたためペースメーカーが暴発し命を落とす。
カーター・ティボドー
演 - アンドリュー・フォーゲル、日本語吹替 - 佐々木哲夫 （計4話）
警官不足のため新規採用されたジュニアの友人。
フレディ・デントン
演 - ジョー・ネズヴィック （計2話）
リンダの同僚で義兄。心神を喪失したポールの発砲の跳弾により死亡する。
ポール・ランドルフ
演 - ケビン・サイズモア （計3話）
リンダの同僚。ドーム内に取り残されたことから心神を喪失し、協力して火事を消火した人々の前で発砲。跳弾でフレディを殺害する。その後、バービーに取り押さえられ逮捕されるが、リンダを殴って脱獄し、森に逃げ込む。彼を追っていたビッグ・ジムとバービーに銃を向けるが、背後からリンダに射殺される。

### マカリスター家
ジョー・マカリスター
演 - コリン・フォード、日本語吹替 - 落合佑介
地元の高校生。数学が得意で、真面目で大人しい優等生。
ドーム発生時、飛行機の“追突事故”を目撃。その際、バービーに命を救われる。両親が自宅に不在で姉と二人きりになるが姉も姿を消し心配する。
何者かのメッセージを受け取る受信機になってしまい度々発作を起こすようになる。ドームの秘密に関わる。
原作では、アンジーとは姉弟ではない。
アンジー・マカリスター
演 - ブリット・ロバートソン、日本語吹替 - 石田嘉代
ジョーの姉でレストランのウェイトレス。不良娘で男性関係も派手。左肩に蝶のタトゥーを入れている。
帰省中のジュニアと関係を持つが一夏の出来事と割り切る。
ドーム発生後、彼女に偏執するジュニアにより地下シェルターに監禁される。ビッグ・ジムは監禁の事実を知ったものの、事の発覚を恐れて放置される。脱出を試みようとして水道管を破壊し溺死しかけるがビック・ジムに救出され、監禁の事実を黙秘するかわりに便宜を受ける。
第2シーズン第1話で何者かに殺害される。
原作では、冒頭でジュニアに殺害される。

### レニー家
ジェームズ・“ビッグ・ジム”・レニー・シニア
演 - ディーン・ノリス、日本語吹替 - 中村秀利（シーズン1 - シーズン2）→大塚芳忠（シーズン3）
町政委員で中古車販売業を営む。市長以下他の委員が不在で署長も事故死したため街のトップに上り詰める。
コンプレックスの強い野心家。麻薬密造の中心役。不都合な事実を闇に葬るため全権を掌握する。麻薬密造に必要なプロパンガスを大量に保有していた。それが結果的にドーム発生後も電力供給に一役買うことになり、街の人々の信望を集めることになる。
街の秩序と秘密、権力のためなら殺人も厭わないが、愛するジュニアの変貌や秘密を知り葛藤する。9年前に妻を事故で亡くしている。
ジェームズ・レニー・ジュニア
演 - アレクサンダー・コック、日本語吹替 - 新垣樽助
大学生。元高校のフットボーラー。小学校3年の頃からアンジーに片思いを寄せていた。母親の死後、精神を病んで大学生活に行き詰まり退学を決意。帰省中にアンジーと相思相愛になったと思っていたが拒絶される。
ドーム発生時自殺を考えていたが、混乱する状況を利用してアンジーを自宅地下のシェルターに監禁する。嫉妬と誤解からバービーに対して敵意をむき出しにする。感染症発生で混乱する病院の出入り口封鎖に活躍したことで警官となる。
原作では、脳腫瘍が出来ていて精神を病んでいる設定だが、ドラマではその設定はない。
ポーリーン・レニー
演 - シェリー・ストリングフィールド、日本語吹替 - 山像かおり
ビッグ・ジムの妻でジュニアの母親。そして、第2シーズンから登場するサムの姉。
趣味は絵を描くことで自宅およびアトリエに大量の作品を残す。病気で精神を病み、自動車事故で死亡したとされていたが実はゼニスで生存している。ゼニスでは心理療法士として精神科の閉鎖病棟で絵画療法を行う。
ドームの出現とそこで起きる様々な出来事を日記や絵で予言しており、ドームの秘密に深く関わっている。
ジュニアへの愛情からバービーと共にチェスターズミルに戻る。メラニーへの罪悪感から彼女の延命に奔走するが、自身の死を予知してしまう。
ライルに刺されて重体となり、レベッカに懇願してモルヒネによる安楽死を遂げる。
原作では、登場せず既に病死した設定。

### カルバート家
街の住人ではなく、たまたま通りかかっただけ。ロスアンゼルスで暮らしていた。
エリノア・“ノリー”・カルバート＝ヒル
演 - マッケンジー・リンツ、日本語吹替 - 石松千恵美 （計13話）
不良少女。レズビアンの両親を持つことが悩みで同級生からからかわれて相手を殴り、矯正施設に入る予定だった。
ドーム発生で足止めされ、ジョーと知り合う。彼に悩みを打ち明け相思相愛の仲に。根は母親想いの優しい少女。
何者かのメッセージを受け取る受信機になってしまい度々発作を起こすようになる。ドームの秘密に関わる。
アリス・カルバート
演 - サマンサ・マシス、日本語吹替 - 藤貴子 （計8話）
ノリーの母親。精神科医。同性愛者。糖尿病を持病に抱える。
ドーム発生後、医師不足の状況から人々の治療に携わっていたがインスリンが枯渇し、発作や体調不良が深刻になる。ドーム発生後初の出産を補助するがその後、容体が悪化して亡くなる。
キャロリン・ヒル
演 - アイシャ・ハインズ、日本語吹替 - 内田晴子
ノリーの母親。弁護士。同性愛者。彼女が黒人というせいでノリーが苦痛を味わう。ノリーを矯正施設に入れようというのは彼女の提案だった。
ドーム発生後、しばらくはレストランで寝泊まりしていたがジョーの提案でマカリスター家で暮らすようになる。アリスの死に心を痛めていたが、気持ちを取り戻してからはノリーと和解する。
バービーの先導によりメラニーの洞窟から脱出した。

### ミニFM局
フィル・ブッシー
演 - ニコラス・ストロング、日本語吹替 - 桐本琢也
ミニFM局のDJ。陽気で明るい黒人青年。スポーツ賭博で借金がある。
ドディとは実は相思相愛の関係だが普段はお互い気のない素振りをしている。
第2シーズンではドディ殺害がバービーの犯行であるとの誤解により、ビッグ・ジムのすすめで警察官になる。ジョーとノリーの会話を盗み聞きして出口から脱出しようとするが、ビッグ・ジムがタマゴを投棄したせいで出口が使用不能となり鍾乳石に貫かれて死亡する。
ドディ・ウィーヴァー
演 - ジョリーン・パーディ、日本語吹替 - 根本圭子
フィルの助手。太めの女性。通信機器に精通する。
八木アンテナを使ってドーム発生源特定にも活躍する。
第1シーズン終盤で米軍が事態打開のためバービーを探している事実を知るが、ビッグ・ジムに射殺される。第2シーズン第1話では幽霊となってビッグ・ジムの前に現れる。

### マックスとその取り巻き
マキシン・“マックス”・シーグレーブ
演 - ナタリー・ジー、日本語吹替 - 藤本喜久子 （計3話）
表向きは不動産会社の女社長。裏では賭博・麻薬・売春などを斡旋する悪女。バービー、ビッグ・ジムとはそれぞれ因縁浅からぬ関係。ドーム内でも支配階級に立つため闇市場や地下格闘技場を運営する。
アガサ
演 - メア・ウィニンガム、日本語吹替 - 野村須磨子 （計2話）
マックスの母親。元はチェスターズ・ミルの住人でビッグ・ジムの同級生だったが16歳で妊娠し退学処分となったため、その後は娘を育てるために売春で生計を立てていた。街の住人たちを恨んでおり、復讐のため娘を焚きつける。

### その他の人々
ピーター・シャムウェイ
演 - R・キース・ハリス （計4話）
医師。ジュリアの夫。スポーツ賭博にハマって全財産を失う。取り立てに来たバービーに銃を向けたため殺害される。
その死の真相は姉への手紙と隠し金庫から発見された書類で判明する。
レスター・コギンズ
演 - ネッド・ベラミー、日本語吹替 - 仲野裕 （計5話）
教会の牧師。
麻薬密造において資金洗浄や密造・取引場所の提供に携わっていた。
ドーム発生後、憔悴し麻薬に手を付ける。デュークが自宅に隠していた密造の証拠を処分しようとするが、火事を出してしまう。やがてドームの発生が神の意志という妄想に取り憑かれ、病院から薬を持ち出して焼き捨てる等の奇行に走るようになり、抑制が効かなくなったためビッグ・ジムに殺害される。
ローズ・トウィッチェ
演 - ベス・ブロデリック、日本語吹替 - 宮寺智子 （計6話）
レストランの女主人。店が暴徒に襲撃され殺害される。
ベニー・“ベン”・ドレイク
演 - ジョン・エルヴィス、日本語吹替 - 青木強 （計6話）
地元の高校生。ジョーの親友で長髪のアジア系。スケートボーダーで性格は明るく楽天的。素直な性格でジョーやアンジーの頼みごとにも協力する。
オリー・デンスモア
演 - レオン・リッピー、日本語吹替 - 中村浩太郎 （計5話）
農夫。給水施設が事故で破損し、湖がメタンで汚染され水不足に陥ったため、食糧と井戸の独占により権力をその手にしようと画策する。ビッグジムとは過去の土地収用トラブルを巡って犬猿の仲。
エリック・“ラスティ”・デントン
演 - ジョシュ・カーター （計2話）
地元の消防署員。リンダの夫。ドーム発生時は出動中だったためドームの外に取り残される。
レベッカ
演 - カーラ・クローム、日本語吹替 - 佐古真弓
高校教師。かつては大学で研究者を志していたが病気の父親のためチェスターズ・ミルに戻った。科学的見地からドームの謎を解き明かそうとする。また、現実主義者であり、やがて訪れる食糧危機を避けるためビッグ・ジムとバービーに住民を選別する計画をもちかける。
深手を負ったポーリーンが延命を望まずモルヒネの過剰投与による安楽死を望んだため本人の希望をかなえるが、激怒したビッグ・ジムに殺害される。
ライル
演 - ドワイト・ヨーカム、日本語吹替 - 森田順平
理髪店店主。信心深い。かつてはビッグ・ジムとポーリーンを巡る恋敵だった。
精神を失調してレベッカを殺害しようとして逮捕されるが、ジュニアを唆して牢を出た後に逃走する。
その後、死亡したと思われていたがゼニスで生存。精神不安定だったがサムが新薬投与したことで自我を取り戻す。
バービーたちとチェスターズミルに戻ろうとするが一人だけかなわず、街が寒波に見舞われる中ビッグ・ジムに発見救出される。
メラニー救命の際に無理心中を図ろうとしてポーリーンを刺し、逆上したビッグ・ジムにより刺殺される。
サム・ヴェルドロー
演 - エディ・ケイヒル、日本語吹替 - 土田大
元救急救命士。ポーリーンの弟でビッグ・ジムの義弟、ジュニアの叔父。
姉の死後、悲しみのあまりアルコール依存症となり人と関わろうとせず森の中でひっそりと暮らしていた。
謎の少女の保護を手伝って以降、ジュリアとは親しくなる。ライルとは昔なじみ。
ドームの陰謀を止めるためアンジーを殺害し、その罪をジュニアになすりつけようとする。
学校地下の洞窟で落下して死亡したと思われていたがゼニスで生存。ポーリーン、ライルと共にバービーと合流し、チェスターズミルに戻る。
ジュニアに断罪されそうになるが許され、メラニーの洞窟から脱出する。
“謎の少女”（＝メラニー・クロス）
演 - グレイス・ヴィクトリア・コックス、日本語吹替 - 小林沙苗
ジュリアが湖で発見した記憶喪失の少女。
アンジーが亡くなった夜に高校の周辺に居るのを目撃されたため容疑者として疑われる。
なぜか高校のロッカーの暗証番号を知っている、バービーに見覚えがあるなど謎が多い。後にメラニーという名前が判明する。バービーとは同郷のゼニス出身。
アンドレア・グリネル
演 - デイル・ラオール、日本語吹替 - 磯辺万沙子 （計5話）
ナース・アダムス
演 - クリスタル・マルティネス（計5話）
ポール・ランドルフ
演 - ケヴィン・サイズモア（計3話）
クリスティン・プライス
演 - マーグ・ヘルゲンバーガー、日本語吹替 - 高島雅羅
ドーム消滅後、街の人々の精神的苦痛を治療するために派遣されて来たセラピスト
ヘクター・マーティン
演 - エリク・ラ・サル、日本語吹替 - 大塚明夫

## 製作
プロジェクトは2009年11月に初めて発表されたが、ケーブルネットワークのショウタイムの下でヴォーンが翻案のために雇われる2年後まで本格化しなかった。その後、ショウタイム・エンターテインメント社長のデヴィッド・ネヴィンズは本シリーズが同局にふさわしくないと考え、CBSのニナ・タスラーにプロジェクトが持ちかけられた。直ぐに興味を抱いたタスラーはシリーズ化を決め、CBSと契約していたニール・ベアーがショーランナーに抜擢した。2011年11月にCBSはパイロット版を経ずに、いきなり第1シーズン全13話分の発注を発表した。
第2シーズン初回はスティーヴン・キングが脚本を執筆した。また、第3シーズンの製作が発表されている。

### 撮影
シリーズの撮影は2013年2月28日にノースカロライナ州のサウスポートとウィルミントンで公式に始まった。またバーガウでも行われた。

## 評価

### 批評家の反応
第1シーズンはMetacriticでは35件のレビューで加重平均値が72/100となっている。またRotten Tomatoesでは45件のレビューで支持率は82%となっている。
2013年6月10日、『アンダー・ザ・ドーム』はテレビ批評家協会賞のCritics' Choice Television Award for Most Exciting New Seriesの6本うち1本に選ばれた。
しかしながら第1シーズン第8話放送後の8月13日からは批判的な評価が増えた。TV.comのティム・シュアティは「凡庸な番組」と評した。また『Geek Speak Magazine』のレイチェル・ハイランドは「愚かな、愚かな番組」と評した。

### 原作者の反応
2013年6月27日、スティーヴン・キングは「『アンダー・ザ・ドーム』のテレビ版が小説から大きく変化している」ことを認め、それらの違いのいくつかにコメントしつつ「非常に良い」と評した。
細かく見ればいくつかのキャラクターが合体したり職業が変わったりしているものの、ほとんどが存在していることがわかる。スーパーマーケットの暴動、プロパンガス格納の理由、減少する資源に対する小説のテーマの関心のような大きな要素に関しても事実だ。ブライアン・K・ヴォーンと彼の脚本家チームによってもたらされた多くの変更は必然性があり、私は心から賛成している。小説でチェスターズ・ミルがドームに覆われた期間が数週間だったのに対し、数ヶ月に引き伸ばされたのも彼らのプランだ。脚本家たちがドームの起源を再想像したので他の物語も修正される。

### 視聴率
シリーズ初回「閉ざされた町」の視聴率は、CBSの夏のプログラムのシリーズ初回としては2000年のBig Brother以来最高値となった。また全米ネットワーク局の夏のドラマ作品の初回としては1992年以来最高値であり、また『ザ・フォロイング』以後の2012-2013年のアメリカ合衆国のテレビシーズンの初回としては2番目に高い。DVRの数値を追加すると、シリーズ初回の視聴者数は合計1776万人となる。
| 話数       | タイトル                | 放送日        | 視聴者数 （百万人） | Ratings/Share （アダルト 18-49） | 週間順位 （アダルト 18-49） |
| シーズン 1 |                         |               |                     |                                  |                             |
| ---------- | ----------------------- | ------------- | ------------------- | -------------------------------- | --------------------------- |
| 1          | "Pilot"                 | 2013年6月24日 | 13.53               | 3.3/9                            | #1                          |
| 2          | "The Fire"              | 2013年7月1日  | 11.81               | 2.9/8                            | #1                          |
| 3          | "Manhunt"               | 2013年7月8日  | 10.71               | 2.7/8                            | #2                          |
| 4          | "Outbreak"              | 2013年7月15日 | 11.13               | 2.7/8                            | #3                          |
| 5          | "Blue on Blue"          | 2013年7月22日 | 11.60               | 2.8/8                            | #2                          |
| 6          | "The Endless Thirst"    | 2013年7月29日 | 11.41               | 2.8/8                            | #3                          |
| 7          | "Imperfect Circles"     | 2013年8月5日  | 10.42               | 2.6/7                            | #2                          |
| 8          | "Thicker Than Water"    | 2013年8月12日 | 10.36               | 2.4/7                            | #2                          |
| 9          | "The Fourth Hand"       | 2013年8月19日 | 11.64               | 2.4/7                            | #3                          |
| 10         | "Let the Games Begin"   | 2013年8月26日 | 11.11               | 2.5/7                            | #2                          |
| 11         | "Speak of the Devil"    | 2013年9月2日  | 11.15               | 2.7/8                            | #10                         |
| 12         | "Exigent Circumstances" | 2013年9月9日  | 9.72                | 2.1/6                            | #8                          |
| 13         | "Curtains"              | 2013年9月16日 | 12.10               | 2.8/8                            | #4                          |
| シーズン 2 |                         |               |                     |                                  |                             |
| 2.01       | "Heads Will Roll"       | 2014年6月30日 | 9.41                | 2.1/7                            | #2                          |
| 2.02       | "Infestation"           | 2014年7月7日  | 7.70                | 1.7/5                            | #6                          |
| 2.03       | "Force Majeure"         | 2014年7月14日 | 7.64                | 1.9/6                            | #6                          |
| 2.04       | "Revelation"            | 2014年7月21日 | 6.74                | 1.5/5                            | #7                          |
| 2.05       | "Reconciliation"        | 2014年7月28日 | 6.57                | 1.5/5                            | #10                         |
| 2.06       | "In the Dark"           | 2014年8月4日  | 6.83                | 1.6/5                            | #9                          |
| 2.07       | "Going Home"            | 2014年8月11日 | 6.90                | 1.5/5                            | #10                         |
| 2.08       | "Awakening"             | 2014年8月18日 | 7.30                | 1.5/5                            | #10                         |
| 2.09       | "The Red Door"          | 2014年8月25日 | 6.60                | 1.4/4                            | #11                         |
| 2.10       | "The Fall"              | 2014年9月1日  | 6.29                | 1.2/4                            | #23                         |
| 2.11       | "Black Ice"             | 2014年9月8日  | 6.62                | 1.4/4                            | #18                         |
| 2.12       | "Turn"                  | 2014年9月15日 | 7.04                | 1.6/5                            | #17                         |
| 2.13       | "Go Now"                | 2014年9月22日 | 7.52                | 1.8/5                            | #36                         |

### シーズン別
| シーズン | タイムスロット (EDT) | 話数 | 初回          | 初回                | 最終回        | 最終回              | テレビ シーズン | Rating /Share 18-49歳 | 視聴者数 （百万人） |
| シーズン | タイムスロット (EDT) | 話数 | 日付          | 視聴者数 （百万人） | 日付          | 視聴者数 （百万人） | テレビ シーズン | Rating /Share 18-49歳 | 視聴者数 （百万人） |
| -------- | -------------------- | ---- | ------------- | ------------------- | ------------- | ------------------- | --------------- | --------------------- | ------------------- |
| 1        | 月曜10時             | 13   | 2013年6月24日 | 13.53               | 2013年9月16日 | 12.10               | 2013            | 2.7/8                 | 11.19               |
| 2        | 月曜10時             | 13   | 2014年6月30日 | 9.41                | 2014年9月22日 | 7.52                | 2014            | 1.6/5                 | 7.17                |

## 放送
シリーズはCBSの放送から4日後にAmazon Instant Videoデバイスで配信された。Amazonとの契約により、CBSは1話あたり300万ドルに及ぶ高い製作費を軽減することができた。カナダでは2013年6月24日よりグローバルテレビジョンネットワークでシリーズ初回が放送された。オーストラリアでは2013年6月25日からネットワーク・テンよりアメリカ合衆国と数時間遅れで放送開始された。イギリスでは2013年8月19日よりChannel Fiveで放送が始まった。アイルランドでは2013年9月12日よりRTÉ Twoで放送が始まった。